# Слаквін Володимир Іванович
Володимир Іванович Слаквін (15 квітня 1961, Харків — 20 травня 1980, Кунар, Афганістан) — радянський військовик, учасник афганської війни. Посмертно нагороджений орденом Червоної зірки.

## Біографія
Володимир Слаквін народився 15 квітня 1961 року в місті Харкові. Його батьками були робітники Іван Пантелійович та Віра Андріївна Слаквіни. Також, у Володимира була сестра — Ольга. За національністю росіянин.
Навчався у харківській середній школі № 42, восьмий клас якої закінчив у 1977 році. Пізніше працював токарем на заводі Електроважмаш. 2 липня 1979 року був призваний до лав Радянської армії. Медична комісія визнала його придатним до стройової служби, хоча Слаквін мав дестрокардію. Його серце знаходилося праворуч. Перші пів року знаходився в учбовій військовій частині. Брав участь у спеціальному відрядженні на полігон, де відмінно виконував накази командира. Відзначився під час тактичного навчання, за що був нагороджений короткостроковою відпусткою.
У грудні того ж року прибув до Афганістану. Служив стрільцем-гранатометником у 3-му мотострілецькому батальйоні 181-го мотострілецького полку 108-ї мотострілецької дивізії. Його військова частина базувалася у Кабулі, поблизу артилерійського училища, де було розміщене наметове містечко. Брав участь у бойових рейдах, під час одного з них відсвяткував свій останній день народження. 15 травня відправився у черговий бойовий рейд. 20 травня, під час спуску у долину, поблизу кишлаку Газіабад у провінції Кунар, його загін був обстріляний повстанцями. Командир загону — капітан Глинських Геннадій Степанович, наказав прориватися у гори, залишивши прикривати відхід невеликій групі солдат, серед яких був і Володимир Слаквін. Він прикривав відхід товаришів, доки у його груди не влучила куля, прямо у серце. Це сталося близько шістнадцятої години. Загону вдалося відійти у гори, однак під час бою загинув командир і солдати залишилися без командуючого. Вони тримали оборону, доки вночі до них не прийшла допомога. Ранених та померлих доставили до Кабулу, а вцілілі солдати продовжили рейд з новим командиром.
Спочатку труп Володимира Слаквіна був помилково ідентифікований полковим писарем, як тіло іншого солдата — Сергія Супруна. Вони були досить схожі за зовнішністю, що, навіть, ротний їх плутав. Відрізняли їх за шрамом на щоці у Володимира. У цинковій труні Володимир лежав на боці й шраму було не видно через невелике віконце. 27 травня 1980 року Володимир Слаквін був похований у селі Дмитрівка Новоайдарського району Луганської області. Через два дні у село приїхав Сергій Супрун у супроводі офіцера, щоб виправити помилку. 30 травня труну зі Слаквіним відкопали і відправили до Харкова. Наступного дня Володимир Слаквін був похований на третьому міському кладовищі.

## Особистість
Так характеризував Володимира Слаквіна його однополчанин Євген Куліков:

…на Вовку завжди можна було покластися. З автоматом чи гранатами, а своє завдання виконував чітко. Був справжній друг у повному розумінні цього слова.

## Нагороди
- Медаль «Воїну-інтернаціоналісту від вдячного афганського народу»[1]
- Орден Червоної Зірки (1 листопада 1989)[3]

## Пам'ять
- У лютому 1989 року була встановлена меморіальна дошка всередині середньої школи № 42[1].
- Ще одна меморіальна дошка була встановлена на фасаді школи № 42[8].
- Його ім'я викарбуване на одній з плит Меморіального комплексу пам'яті воїнів України, полеглих в Афганістані у Києві[9].
- Його ім'я викарбуване на одній з плит Меморіалу пам'яті воїнів-інтернаціоналістів у Харкові[10].

## Галерея

Плита із прізвищем Слаквіна на меморіалі у Києві.
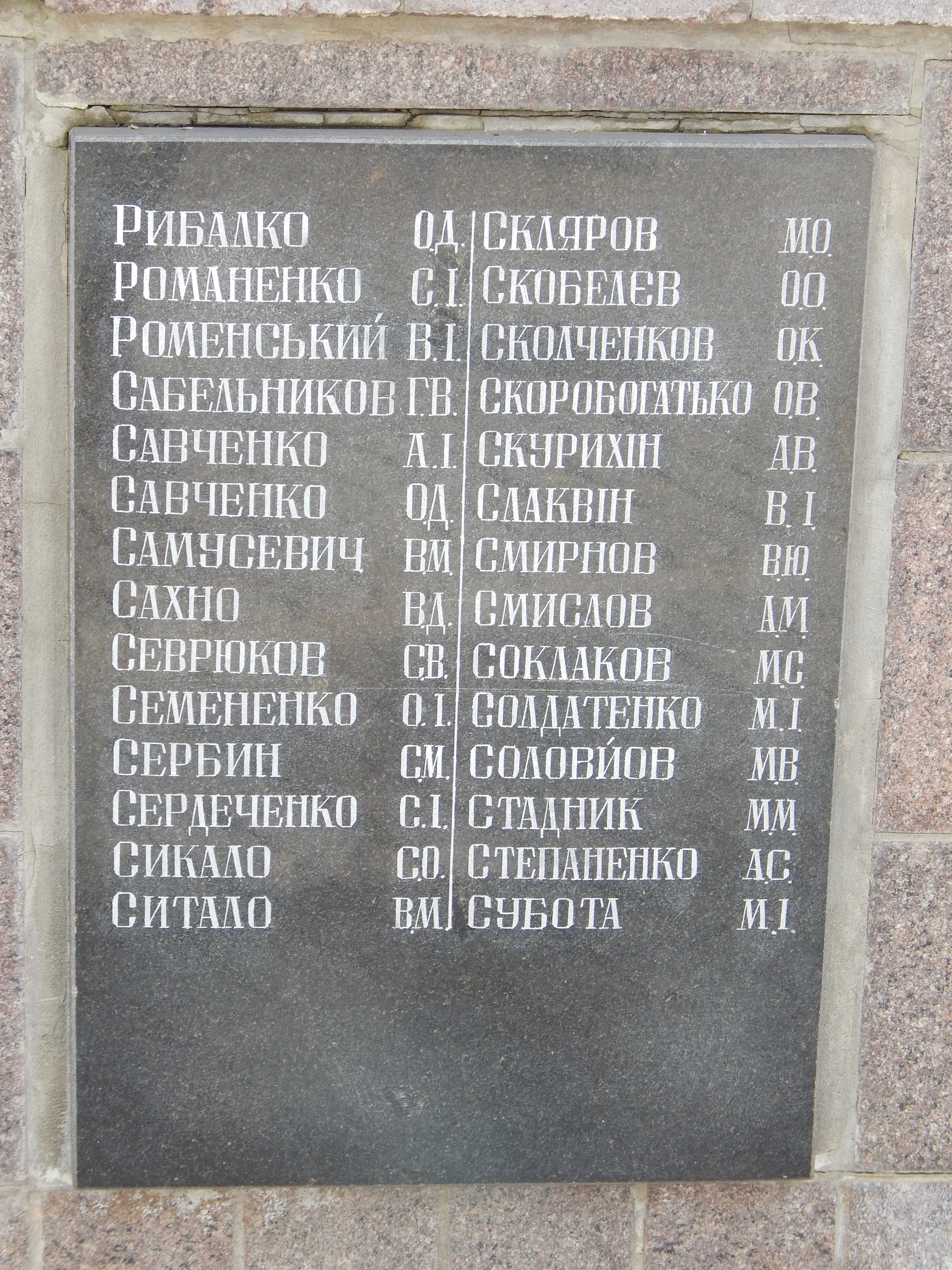
Плита із прізвищем Слаквіна на меморіалі у Харкові.
Меморіальна дошка у приміщенні школи №42.